# WUTB
 (juillet 2022).
WUTB (canal 24) est une station de télévision de Baltimore, dans le Maryland, aux États-Unis, qui diffuse des programmes du réseau numérique multidestinataire TBD. Elle est détenue par Deerfield Media, qui a conclu un accord de services partagés (SSA) avec Sinclair Broadcast Group, propriétaire de WBFF (chaîne 45), affiliée à Fox/MyNetworkTV, pour la fourniture de certains services. Sinclair exploite également la chaîne affiliée CW WNUV (canal 54) dans le cadre d'un accord de marketing local (LMA) distinct avec Cunningham Broadcasting. Cependant, Sinclair est effectivement propriétaire de WNUV car la majorité des actions de Cunningham est détenue par la famille du fondateur du groupe, Julian Smith, aujourd'hui décédé. Les stations partagent des studios sur la 41e rue, près de l'autoroute de Jones Falls, dans le quartier de Woodberry au nord de Baltimore. Grâce à un accord de partage des canaux, WUTB et WBFF émettent en utilisant le spectre de la dernière station depuis une antenne adjacente aux studios.

## Histoire

### Historique de la chaîne 24 à Baltimore
L'allocation du canal 24 à Baltimore était à l'origine occupée par WMET-TV, qui a commencé à émettre le 1er mars 1967, en tant que première station UHF à Baltimore et quatrième station de la ville. Il s'agissait d'une station à petit budget et à faible puissance, sœur de WOOK-TV/WFAN-TV à Washington, D.C. Les deux stations appartenaient à United Broadcasting Company (qui n'a aucun rapport avec la United Television qui appartenait à Chris-Craft Industries, qui a ensuite possédé le canal 24). Le siège de la chaîne 24 originale se trouvait dans l'ancien théâtre Avalon sur Park Heights Avenue. En 1972, les deux stations ont cessé d'émettre en raison de difficultés financières.

### Le WKJL/WHSW
En février 1977, Jesus Lives, Inc. dont le président animait un talk-show syndiqué du même nom, a demandé à construire une nouvelle station sur le canal 24. La société promettait d'utiliser la station "comme un outil de diffusion de l'Évangile de Jésus-Christ".  Un candidat concurrent, Buford Television du Maryland, envisageait d'utiliser la station pour transmettre des programmes de télévision par abonnement. Jesus Lives a mis fin à l'audience comparative en décembre 1980 en rachetant l'offre de Buford Television,.
La construction de WKJL-TV s'est faite très lentement. Le fondateur, le révérend Philip Zampino, a déménagé en Floride, et le combat pour la licence a accablé Jesus Lives de frais juridiques. En 1982, la station projette un lancement fin 1984. 75 000 dollars avaient été collectés pour acheter et préparer un site dans la région de Randallstown, sur les 100 000 dollars nécessaires. Cependant, la collecte de fonds a continué à prendre du retard, tout comme les activités de construction. Jesus Lives, qui s'est rebaptisée Look and Live Ministries, a accepté fin 1984 un prêt de 100 000 dollars du Liberty Baptist College, propriété de Jerry Falwell, pour accélérer le processus. Juste avant d'entrer en ondes, Look and Live accepte de vendre la station à Family Media Inc, une filiale de la société d'édition chrétienne Thomas Nelson.
Family Media a terminé la construction et, le 24 décembre 1985, la chaîne 24 est revenue à Baltimore, près de 14 ans après son départ, sous le nom de WKJL-TV. Family Media avait l'intention de s'étendre à d'autres stations afin de proposer des programmes familiaux et des informations conservatrices. Elle s'est aussi brièvement essayée à une émission locale pour enfants, Pop's Place with Stu Kerr.